# 惡胎
《惡胎》是2010年初上演的一套香港恐怖电影，由当时刚刚广为人知的模特儿周秀娜主演。其他重要演员还有呂慧儀、林雪、黎諾懿、邵美琪、谷祖琳、鄧上文、盧頌之、裴殷、陳俞希等等。

## 故事大綱
劇情主要環繞在女護士少芳（周秀娜）、男醫生意祥（黎諾懿）及其妻綠萍（呂慧儀）之間的婚姻與外遇。由胎兒死亡後，其後靈異、恐怖事件不斷發生…
電影一開場是一名女精神病患少芳被推進手術室準備進行墮胎……。警察調查後發現少芳兩次墮胎日期都是同一天，死胎的DNA序列一模一樣。之後就開始以跳躍式鏡頭敘述整個故事的來龍去脈。
綠萍與李意祥結婚10年，綠萍用盡所有積蓄支助意祥走上醫生之路，綠萍因此當酒促小姐賣酒來賺錢。
由於意祥外遇加上少芳的離間，兩人的婚姻漸漸出現問題，再加上綠萍懷孕後流產(其實是少芳在醫院看到綠萍產檢的結果，將綠萍的安胎藥偷換成墮胎藥而導致綠萍流產)，綠萍最終離開意祥。
少芳害死的那名嬰兒上輩子是殺人重犯，好不容易有投胎的機會，卻被少芳害死變成孤魂野鬼。因此變成怨靈惡鬼，不斷向少芳報復....(其實少芳也是罪有應得，她不但當第三者破壞別人家庭，還讓人墮胎。甚至還因為在醫院工作，提供紫河車給她養小鬼的父親)

## 演員列表
- 周秀娜 飾 郭少芳(護士)
- 林雪   飾 郭樂/隔山上人(少芳父、養鬼人)
- 呂慧儀 飾 沈綠萍
- 黎諾懿 飾 李意祥(醫生)
- 谷祖琳 飾 女督察何芷婷
- 邵美琪 飾 佐絲(綠萍工作酒店的媽媽桑)
- 盧頌之 飾 黃鳳靈
- 裴殷   飾 護士
- 鄧上文 飾 JAY(警方人員)
- 陳俞希 飾 美芝
- 王正寬 飾 阿發
- 謝宇欣 飾 小女鬼
- 葉內華 飾 小女鬼
- 林婷欣 飾 小女鬼
- 蘇俊傑 飾 小女鬼
- 周淑慧 飾 菲奧娜
- 梁博恩 飾 醫生西門
- 歐軒偉 飾 精神科醫生
- 何國男 飾 大排檔檔主財哥
- 黎志偉 飾 便衣警察波仔
- 陳鴻    飾 便衣警察阿文
- 曾玉娟 飾 蓮姑
- 伍凱盈 飾 女護士
- 譚梓欣 飾 女護士
- 許明輝 飾 手術室醫生
- 葉運強 飾 手術室麻醉師
- 劉玉盈 飾 手術室女護士
- 招智慧 飾 手術室女護士
- 薛偉儒 飾 男護士
- 梁達強 飾 男護士
- 王文駿 飾 軍裝警員
- 郭玉強 飾 軍裝警員
- 黃國華 飾 軍裝警員
- 戴耀輝 飾 軍裝警員
- 李偉成 飾 大廈看更

## 外部連結
- 開眼電影網上《惡胎》的資料（繁體中文）
- 豆瓣电影上《惡胎》的資料 （简体中文）
- 时光网上《惡胎》的資料（简体中文）
- AllMovie上《惡胎》的资料（英文）
- 香港影庫上《惡胎》的資料（繁體中文）
- 互联网电影数据库（IMDb）上《惡胎》的资料（英文）